# Coleophora dylineella
Coleophora dylineella é uma espécie de mariposa do gênero Coleophora pertencente à família Coleophoridae.